# Mouvement écologiste – Coopération citoyenne
Le Mouvement écologiste – Coopération citoyenne (en grec moderne : Κίνημα Οικολόγων – Συνεργασία Πολιτών / Kínima Oikológon – Synergasía Politón) est un parti politique écologiste chypriote, fondé en 1996.
Initialement nommé Mouvement écologiste et environnementaliste (Κίνημα Οικολόγων Περιβαλλοντιστών / Kinima Oikologoi Perivallontistoi), il prend son nom actuel en 2016.

## Résultats électoraux
Lors des élections législatives de 2001, comme lors de celles de 2006 et 2011, les Verts de Chypre ont remporté 2 % des voix et un siège sur 56. Lors des élections législatives de 2016, ils doublent leur nombre de voix et obtiennent deux sièges.

### Chambre des représentants
| Année | Voix   | %   | Rang | Sièges |
| ----- | ------ | --- | ---- | ------ |
| 1996  | 3 710  | 1,0 | 8e   | 0 / 56 |
| 2001  | 8 129  | 2,0 | 8e   | 1 / 56 |
| 2006  | 8 192  | 2,0 | 6e   | 1 / 56 |
| 2011  | 8 960  | 2,2 | 6e   | 1 / 56 |
| 2016  | 16 915 | 4,8 | 7e   | 2 / 56 |
| 2021  | 15 762 | 4,4 | 7e   | 3 / 56 |

### Parlement européen
| Année | Voix      | %         | Rang      | Sièges |
| ----- | --------- | --------- | --------- | ------ |
| 2009  | 4 602     | 1,5       | 6e        | 0 / 6  |
| 2014  | avec EDEK | avec EDEK | avec EDEK | 0 / 6  |
| 2019  | 9 232     | 3,3       | 6e        | 0 / 6  |